# Stato di Necessità Tour
Stato di Necessità Tour è la quarta tournée della cantautrice catanese Carmen Consoli, partita da Roma il 5 giugno 2000 e terminata in Emilia-Romagna il 16 ottobre 2000.
Segue l'uscita dell'album Stato di necessità.
Il tour si è svolto nei pub e nei palazzetti, avendo un'altissima affluenza di pubblico.

## Il tour
Il tour è stato suddiviso in due parti: il tour invernale e il tour estivo.

## La scaletta del tour invernale ed estivo
1-Bambina Impertinente
2-Stato di Necessità
3-Bèsame Giuda
4-Bèsame Mucho
5-Fino All'Ultimo
6-Venere
7-Bonsai numero 2
8-Parole di Burro
9-Questa Notte una Lucciola Illumina la Mia Finestra
10-L'Ultimo Bacio
11-Autunno Dolciastro
12-In Bianco & Nero
13-Confusa & Felice
14-Lingua a Sonagli
15-Eco di Sirene
16-Geisha
17-Bonsai numero 1
18-Per Niente Stanca
19-L'Epilogo
20-Orfeo
21-Il Sultano (Della Kianca)
22-Blunotte
23-Novembre '99
24-Amore di Plastica
25-Puramente Casuale
26-Equilibrio Precario
27-Vorrei Dire

## Band
| Strumento                                              | Nome Musicista     |
| ------------------------------------------------------ | ------------------ |
| Chitarra elettrica, chitarra acustica, mandolini, cori | Massimo Roccaforte |
| Chitarra elettrica, chitarra acustica, cori            | Santi Pulvirenti   |
| Basso elettrico, contrabbasso, cori                    | Leandro Misuriello |
| Batteria, percussioni, cori                            | Puccio Panettieri  |
| Violino                                                | Elena Majoni       |
| Violoncello                                            | Eszter Nagypal     |
| Tastiere elettriche                                    | Salvo Di Stefano   |
| Mixer                                                  | Maurizio Nicotra   |
| Chitarra elettrica, chitarra acustica, voce            | Carmen Consoli     |